# 近藤伊与吉
近藤 伊與吉（こんどう いよきち、1894年8月17日 - 1944年）は、日本の俳優、脚本家、映画監督である。村田実らの起こした新劇の劇団「踏路社」を振り出しに、映画俳優になり、映画も監督し、無声映画時代のスター俳優となったことで知られる。

## 来歴・人物
1894年、新潟県佐渡に生まれる。
その後上京し、1917年2月17日に村田実、青山杉作、関口存男、木村修吉郎らの起こした新劇の劇団「踏路社」（1917年 - 1920年）に参加し、俳優として舞台を踏む。1919年、25歳のとき、「天然色活動写真」（天活）の社員であり映画理論家として知られる帰山教正の「映画芸術協会」設立に、村田実、青山杉作らとともに参加、設立第一作『深山の乙女』および『生の輝き』にそろって出演する。両作は、同年9月13日に同日公開された。
1920年には、同協会の第3作目『熱球』を津田秀水とともに共同監督し、早くも26歳にして監督デビューを果たす。11本の映画に出演するかわたら、1921年には同協会の提携先である松竹キネマでやはり田中欽之との共同監督で『極光の彼方へ』を演出、翌1922年には平田延介を主演に『未来の大名優』を撮り、初めて単独で映画監督として立った。平田は、のちに山本嘉次郎と名乗り、映画監督となった黒澤明の師匠である。
「映画芸術協会」が活動を停止した1924年には京都に移り、日活京都撮影所第二部に入社、基本的には俳優として活動しながら、2本の映画を監督した。翌1925年後半にはマキノ・プロダクションに移籍、同社の京都の「マキノ御室撮影所」や東京の「マキノ東京撮影所」で出演、1926年には「マキノ東京」で『名士』を監督・脚本・主演をする。マキノが東京から引き上げても吾嬬撮影所に残り、同所を本拠地とする「タカマツ・アズマプロダクション」で主演もし、監督もした。同年内に松竹蒲田撮影所に移る。同年9月8日に42歳の若さで亡くなった映画監督トーマス・栗原への追悼文を、雑誌『映画時代』11月号に書く。
1927年早々に京都に舞い戻り、「阪妻・立花・ユニヴァーサル聯合映画太秦撮影所」でつぎつぎに出演、監督もする。翌1928年、「自由俳優運動」を主唱して「マキノ御室撮影所」で脚本を書き、出演もした。このころはすでにフリーランスであり、京都市外嵯峨角倉文化村（現在の右京区嵯峨天龍寺角倉町）に居を構えていた。
1932年、大阪毎日新聞社の製作で、日活向島撮影所でアニメ短篇をつくっていた北山清太郎とともに、『円』という線画アニメを監督した。これが映画監督としては遺作になる。
その後、満洲映画協会で俳優学校教師を勤めるなど不遇の時代を過ごし、のち系列の満洲演芸協会に飛ばされて、最後は満州の片田舎にあった一映画館の分金とりとして生涯を終えた。1944年、本渓湖市にて死去。50歳没。

## フィルモグラフィ
映画芸術協会
- 深山の乙女　1919年　出演
- 生の輝き　1919年　出演
- 熱球　1920年　監督・脚本・出演
- さらば青春　1920年　監督・脚本
- 幻影の女　1920年　出演
- 白菊物語　1920年　出演
- 湖畔の小鳥　1920年　出演
- いくら強情でも　1920年　出演
- 悲劇になる迄　1921年　原作・出演
- 不滅の呪　1921年　出演　※松竹蒲田
- 極光の彼方へ　1921年　監督・脚本　※松竹蒲田
- 未来の大名優　1921年　監督・原作・脚本　※無名映画協会
- 別れ行く女（運命の船）　1923年　出演
- 愛の曲　1924年　出演
- 自然は裁く　1924年　出演

日活京都第二部
- 坩堝は沸る　1924年　脚本
- 民族の黎明　1924年　出演
- 伊藤巡査の死　1924年　監督
- 生れざりしならば　1924年　監督
- 海の鳴る男　1924年　監督・脚本
- 忍び泣く親　1924年　出演
- 青春の歌　1924年　出演
- 曲馬団の女王　1924年　出演
- 街の手品師　1925年　出演
- 弱き者男よ　1925年　出演
- 学窓を出でて　1925年　出演
- 大地は微笑む 第三篇　1925年　出演
- 白百合は歎く　1925年　出演
- 赫い夕陽に照されて　1925年　出演
- 闇の中の顔 前篇　1925年　出演　※日活大将軍

マキノ東京撮影所
- 輝ける扉　1925年　出演
- 噫飯束巡査部長　1925年　出演　※マキノ御室
- 男児一諾　1926年　出演
- 名士　1926年　監督・原作・脚本・出演

タカマツプロ吾嬬撮影所
- 燃ゆる情魂 前篇　1926年　出演
- 燃ゆる情魂 後篇　1926年　出演
- 港の謙吉　1926年　出演
- 父様の売物　1926年　出演
- 楠公の唄　1926年　監督

松竹蒲田撮影所
- チンピラ探偵　1926年　出演
- 海人 南国篇　1926年　出演
- 海人 都会篇　1926年　出演
- 俄か馭者　1926年　出演

阪妻・立花・ユニヴァーサル聯合映画太秦撮影所
- 青蛾　1927年　出演
- 相寄る魂　1927年　出演
- 大義　1927年　出演
- 美しき奇術師　1927年　監督・出演

阪東妻三郎プロダクション太秦撮影所
- 凡人杉作　1927年　出演
- 霊の審判　1928年　出演

マキノ御室撮影所
- 佐平次捕物帖 謎 前篇　1928年　出演
- 佐平次捕物帖 謎 後篇　1928年　出演
- 大化新政　1929年　出演
- 東京　1929年　原作・脚本・出演
- パイプの三吉　1929年　原作・脚本・出演

勝見庸太郎プロダクション
- 円タク　1929年　出演

片岡千恵蔵プロダクション
- 相馬大作 武道活殺の巻　1929年　出演

日活太秦撮影所
- 維新の刹那　1932年　原作

大阪毎日新聞
- 円　1932年　監督・脚本・編集

高田プロダクション
- 急行列車　1935年　出演
- 突破無電　1935年　出演
- ふるさとの歌　1936年　出演
- 街の艶歌師　1936年　出演

PCL映画製作所
- エノケンのどんぐり頓兵衛　1936年　出演
- 恋愛の責任　1936年　出演

大日本天然色映画
- 牡丹燈籠　1937年　原作

## 関連事項
- 踏路社 - 映画芸術協会
- 吾嬬撮影所

## 註
1. ↑  『日本映画年鑑 昭和4・5年』朝日新聞社、1930年、p.158。
2. ↑   「東京シネマ新社」サイト内の「8.ハリウッド俳優トーマス栗原を東洋フィルム会社に迎える」の記述を参照。
3. 1 2  「邦画ロマンカフェ」の「近藤伊與吉」の項、および同ページが引用している『昭和4年度「日本俳優名鑑」映画俳優の部』（「芝居とキネマ」誌、1929年1月号新春付録）の記述を参照。
4. ↑  満映のスタアとして初来日した李香蘭を引率したのが、この時代の近藤である。
5. ↑  徳川夢声『徳川夢声 - 放送話術二十七年』　日本図書センター〈人間の記録 71〉、1998年、132、133頁。
6. ↑  『日本映画人大鑑』キネマ旬報社、1959年、p.209。